# Sư tử Nemea
Sư tử Nemea (tiếng Hy Lạp: Λέων της Νεμέας (Léōn tēs Neméas); tiếng Latinh: Leo Nemaeus) là một quái vật trong thần thoại Hy Lạp, sống ở vùng Nemea. Người ta không thể dùng vũ khí bình thường để giết nó vì không thể đâm xuyên qua bộ lông vàng. Móng vuốt của con quái vật này sắc hơn kiếm và có thể xuyên qua mọi loại giáp. Nó bị Heracles giết chết.
Sư tử Nemea là con của quái vật Typhon và Echidna.